# Є
Є, є は、キリル文字のひとつ。ウクライナ語、ルシン語、教会スラヴ語で使われる。ギリシア文字の Ε, ε（エプシロン）を起源とする。

## 由来
キリル文字の「Е」の変形である。1837年にウクライナ語の正書法『ドニステル川の人魚』で初めて[jɛ]を表記するために使用された。初期のキリル文字である「Ѥ」は「І」と「Е」を合わせて作られたもので、この文字とは成り立ちが異なる。

## 呼称
- ウクライナ語：イェー

## 音素・音
- ウクライナ語・ルシン語：/je/または口蓋化した子音に続く/e/

## 教会スラヴ語での使用
単なるЕ, еの変種であったが、17世紀半ば以後には次のような書き分けが行われた。
- 先頭では必ずЄを用いる。
- それ以外では次の例外を除き、Еを用いる。
  - 名詞語尾において、複数形ならば-євъまたは-ємъを、単数形ならば-евъまたは-емъを用いる。
  - 単数形に同じ綴りの単語がある場合に、双数形、複数形ではЕをЄに置き換える。
  - キーウで出版された物は上記に加えて、3つの代名詞を属格の場合にはЄを（менє、тебє、себє）、対格の場合にはЕを（мене、тебе、себе）用いる。
- キリル数字には、ЕではなくЄを用いる。（5を表す）

教会スラヴ語でのЕとЄの区別は大文字にはなく、小文字にのみある。よって、オールキャップスやスモールキャピタルでは区別はなくなる。

## アルファベット上の位置
- ウクライナ語・ルシン語：第8字母
- 教会スラヴ語：第6字母

## Єに関わる諸事項
- フォントデザインなどにより、中央の線は Э と同様、「〜」のように波型になることがある。
- ロシア語、モンゴル語では /je/ を Е で表す（ロシア語では外来語では йе と綴ることもある）。また、ブルガリア語で/je/は、この文字を使わず、代わりに йе と綴る。
- 欧米の地質学会において、カンブリア紀を表す記号として Є に似たものが使われる。これは Є の横線が左に突き出ている[2]。

## 符号位置
| 大文字 | Unicode | JIS X 0213 | 文字参照        | 小文字 | Unicode | JIS X 0213 | 文字参照        | 備考 |
| ------ | ------- | ---------- | --------------- | ------ | ------- | ---------- | --------------- | ---- |
| Є      | U+0404  | ‐          | &#x404; &#1028; | є      | U+0454  | ‐          | &#x454; &#1108; |      |